# Ximena Abogabir
María Ximena Abogabir Scott (Santiago de Chile, 1 de noviembre de 1947) es una periodista de la Universidad de Chile, especializada en participación ciudadana, resolución de conflictos, gestión local participativa y convivencia sustentable. Es expositora y docente permanente en espacios nacionales e internacionales sobre involucramiento de las empresas con las comunidades, cambio cultural y resolución de conflictos Fellow de Ashoka desde 1995. Fundadora (1983) de la Fundación Casa de la Paz; Integrante del Panel Externo de Revisión del Acceso a la Información del Banco Interamericano de Desarrollo – BID; y auditora social (“Conducta Responsable” de la Asociación de Industriales Químicos; Forest Stewardship Council FSC; Reportes de Sostenibilidad). 
Participa activamente como miembro de distintos Consejos de organismos nacionales e internacionales relacionadas con Medio Ambiente y Sustentabilidad:
- Auditora social: “Conducta Responsable” de la Asociación de Industriales Químicos; FSC, Reportes de Sostenibilidad, entre otros
- Fellow de Ashoka del el año 1995 y actualmente integrante del Directorio
- Miembro del Consensus Building Institute (CBI) Global Network
- Miembro del Directorio de Pegas con Sentido

Es madre de Juan Carlos Muñoz Abogabir, ministro de Transportes y Telecomunicaciones durante el gobierno de Gabriel Boric.

## Cargos ocupados
- Miembro por dos períodos del Consejo Consultivo Nacional de la Comisión Nacional del Medio Ambiente (CONAMA), cargo designado por el presidente de la República (1996-2000)
- Presidenta del Consejo del Fondo de las Américas (1994-1998)
- Presidenta del Consejo Nacional Asesor del Programa de Pequeños Subsidios del Programa de Naciones Unidas para el Desarrollo (PNUD) (1998-2012)
- Miembro del Consejo del Fondo para el Desarrollo de la Sociedad Civil (2002-2004)
- Integrante del Consejo Consultivo de la Comisión Nacional del Medio Ambiente RM (CONAMA RM) (1994-1996)
- Integrante del Grupo Coordinador de Acción Ciudadana por el Medioambiente (1992-2000)
- Integrante del Consejo Local de Fundación AVINA (2000-2004)
- Secretaría Foro Ciudadano Ambiental (1998-2000)
- Miembro del Consejo de Desarrollo Sustentable (2000-2002)
- Integrante del Comité de Expertos del Informe del Estado del Medio Ambiente en Chile 1990-199
- Consultora Ambiental de UNICEF (1993-1997)

En el ámbito de sus actividades, ha coordinado múltiples Campañas de Participación Ciudadana, destacando:
- “Santiago ¿Cómo Vamos?” (1992 al 1996)
- “Mi Compromiso con la Descontaminación (1993)
- “Mano a Mano por el Medioambiente” con la Municipalidad de Santiago
- Visita a Chile de S. S. el Dalai Lama (1992)
- “Día de la Tierra” (1990)
- Vicepresidenta del Consejo Asesor del Jamboree Mundial

## Distinciones públicas
- Premio Elena Caffarena entregado por el Servicio Nacional de la Mujer y la Intendencia RM, en categoría Medio Ambiente (2016)
- Premio “Energía de Mujer” entregado por Enersis en la categoría Medio Ambiente y Eficiencia Energética (2016)
- Reconocimiento Asociación Gremial Industrias Químicas, ASIQUIM, por su aporte al programa de Conducta Responsable (2013)
- Premio “Ciudad” otorgado por la Fundación Futuro (2008) por su contribución a la ciudad de Santiago.
- Premio “Oxígeno” entregado por la Universidad de Santiago por el aporte al tema ambiental (2007)
- Seleccionada entre las 100 mujeres líderes por Diario El Mercurio (2003 y 2005)
- “Líder de la sociedad civil” de Avina, fundación que apoya emprendedores de la sociedad civil (1999)
- Premio “N’AITUN” otorgado por la Asociación de Artistas por la Ecología (1997)
- Fellow de Ashoka, fundación internacional que distingue a “emprendedores sociales” (1995)
- Distinción “Institución Mensajera de la Paz”, otorgada a Casa de la Paz, de la cual es Presidenta, por el Secretario General de Naciones Unidas (1989)
- Premio “Educador Distinguido”, otorgado por el Secretariado Latinoamericano de Educación (1987)
- Premios otorgados a Porta Publicidad, mientras era su Gerente, por medios gráficos, televisivos y radiales, en el área publicitaria, incluyendo en varias ocasiones “El Mejor del Año”.
- Es parte del directorio de Fundación Casa de la Paz desde el año 1992.